# Мішель Кван
Мішель Вінгшань Кван (англ. Michelle Wingshan Kwan, кант. Gwaan Wingsaan: Гуань Іншань; нар. 7 липня 1980 року в Торрансі, Каліфорнія) - американська фігуристка, яка виступала в одиночному катанні, дворазова призерка Олімпійських ігор (1998 та 2002), п'ятиразова чемпіонка світу (1996, 1998, 2000, 2001, 2003) і дев'ятикратна чемпіонка США (1996, 1998-2005, ділить рекорд з Мерібел Вінсон-Оуен).
Протягом десятиліття Мішель Кван виступала на найвищому рівні і є найтитулованішою фігуристкою в американській історії. Відома своєю стійкістю та виразним артистизмом на льоду. Вона вважається багатьма однією із найвидатніших фігуристок усіх часів.
Більше 10 років Мішель Кван зберігала своє становище не тільки як найпопулярніша фігуристка в Америці, але і як найпопулярніша американська спортсменка. І навіть через роки після завершення кар'єри стійко займає це місце у верхній десятці багатьох подібних опитувань (часто тільки як фігуристка). Весь цей час Кван володіла безпрецедентною популярністю і отримувала багатомільйонні контракти, брала участь у багатьох телепередачах і була предметом широкого висвітлення ЗМІ. Вона також користувалася аналогічною славою і в Китаї.

## Біографія
Народившись в Торрансі, третьою дитиною Денні та Естелли Кван — китайських іммігрантів з Гонконгу. У дитинстві говорила на суміші кантонської та англійської, трохи говорить на розмовному путунхуа. У 5 років вона вперше потрапила на ковзанку, вирушивши разом зі своїми старшими братом Роном та сестрою Карен, які теж в майбутньому стали хокеїстом та фігуристкою. Коли Мішель було 8 років, вони з Карен почали тренуватися по справжньому. Займалися по 3-4 години на день, прокидаючись в 3 ранку, щоб покататися перед школою, і відразу після занять знову повернутись на ковзанку. Оплата за час на ковзанці призвела до фінансових труднощів у їх простій робітничій сім'ї. Коли Мішель виповнилося 10, їхня родина більше не могла дозволити собі тренера, але їм запропонували фінансову допомогу від членів Лос-Анджелеського клубу фігуристів (англ. Los Angeles Figure Skating Club), що дозволило їм тренуватися в Ice Castle International Training Center в Лейк-Ерроухеде штату Каліфорнія.
Кван вступила до початкової школи Soleado Elementary School в Пало-Верде, Каліфорнія. Але у 1994 році, у восьмому класі, Мішель кинула школу та стала займатися вдома. Після закінчення старшої школи Rim of the World High School в 1998 році вона на один рік вступила в Каліфорнійський університет в Лос-Анджелесі. Восени 2006 року перевелася в Денверський Університет. У червні 2009 року вона закінчила університет зі ступенем бакалавра в галузі міжнародних відносин і політології. В тому ж році вступила до аспірантури в області міжнародних відносин у Fletcher School of Law and Diplomacy Університету Тафтса.
8 травня 2010 Мішель Кван стала почесною доктором (англ. Doctor of Humane Letters) в коледжі південного Вермонта.

## Громадське життя

### Посольська діяльність
У 2006 році, під час державного візиту китайського лідера до США, Мішель Кван була присутня на обіді Президента США Джорджа Буша з Головою КНР Ху Цзіньтао.
9 листопада 2006 року Державна Секретарка Кондоліза Райс призначила Мішель Кван амбасадоркою громадської дипломатії. На цій неофіційній посаді Кван пропагує американські цінності молоді та любителям спорту і багато подорожує. 17-25 січня 2007 року вона здійснила свою першу закордонну поїздку в цій якості в Китай.
Її дипломатичний пост Амбасадоркт був продовжений в адміністрацією Барака Обами, де вона працювала з віцепрезидентом Джо Байденом і Державною Секретаркою Гілларі Клінтон.

### Фільмографія
Мішель Кван зіграла камео в «Homer and Ned's Hail Mary Pass» — епізоді мультсеріалу Сімпсони, та в епізоді «A Hero Sits Next Door» мультсеріалу Гріффіни. Вона була запрошена зіркою в дитячому мультиплікаційному серіалі «Arthur the PBS Series», а також з'являлася в серіалі «Сабріна — юна відьма». Також вона озвучила продавчиню в диснеївському DVD-продовженні «Мулан 2». Мішель Кван та інший фігурист Брайан Бойтано виступили в ролі дикторів у фільмі «Принцеса льоду». 
Кван брала участь в численних передачах про фігурне катання і ролі камео в різних серіалах. 1998 року вона з'явилася в комп'ютерній грі «Michelle Kwan Figure Skating».

### Інша діяльність
Мішель Кван написала надихаючу книгу для дітей «Переможне відношення: Що потрібно, щоб стати чемпіоном». Також у 17 років вона написала автобіографію «Серце чемпіона».
У 2005 році в місті Артезія штату Каліфорнія сім'я Кван відкрила ковзанку EastWest Ice Palace. Там зберігаються багато з її медалей та інші нагороди.
Вона мала численні спонсорські контракти і з'являлася в телевізійних рекламних роликах, включаючи: «Campbell's Soup», «VISA», «Coca-Cola» та «Kraft Foods». У співпраці з Мішель Кван компанією «Chevrolet Motor» (підрозділом концерну General Motors) була створена програма «Chevrolet / Michelle Kwan R.E.W.A.R.D.S. Scholarship». У лютому 2006 року вона була названа «представник знаменитість» компанії The Walt Disney Company.

## Спортивна кар'єра

### Підсумок

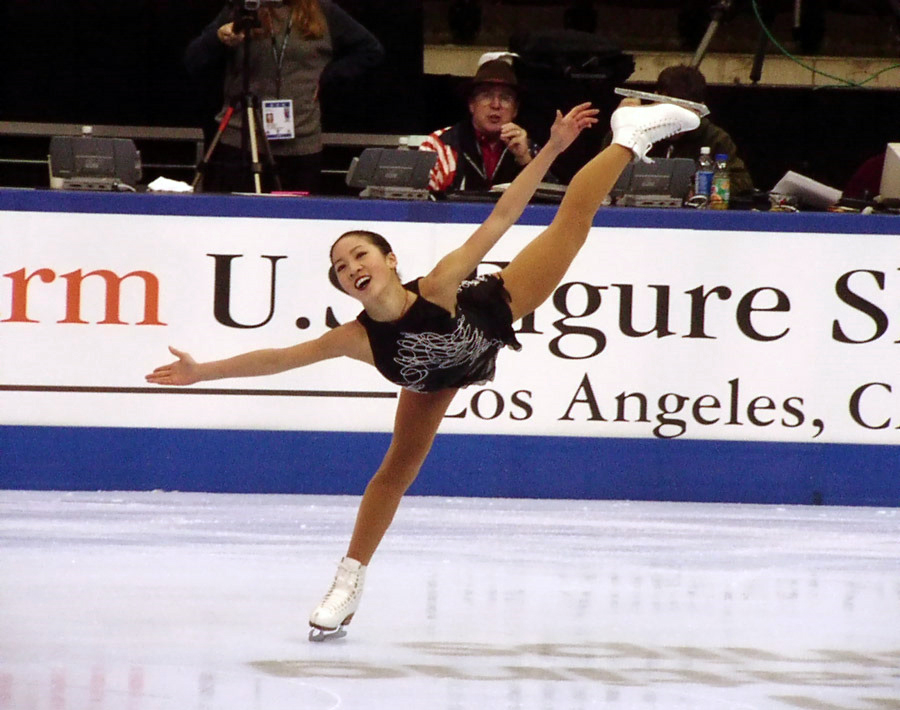
Мішель Кван виконує спіраль на чемпіонаті США 2002 року

Мішель Кван виграла п'ять чемпіонатів світу (1996, 1998, 2000, 2001, 2003) — більше, ніж будь-хто з жінок, з часів Керол Гейсс (1956-1960), з якою вона ділить рекорд за кількістю перемог за Америку. Вона виграла 9 чемпіонатів США (1996, 1998-2005), встановивши такий же рекорд, як і Мерібел Вінсон-Оуен (1928-1933, 1935-1937). 8 титулів національної чемпіонки та 12 медалей чемпіонату країни поспіль, завойовані Мішель Кван, є рекордом США. Вона єдина жінка в фігурному катанні, яка тричі повторно завойовувала втрачений титул чемпіонки світу (1998, 2000, 2003). Вона також завоювала срібну медаль на Олімпійських іграх в Нагано і бронзову медаль на Олімпіаді в Солт Лейк Сіті. Серед численних нагород Кван є лауреаткою престижної «James E. Sullivan Award», яка вручається кращому атлетові-любителю США. Вона була першою фігуристкою, яка здобула цю нагороду, після Діка Баттона, нагородженого в 1949 році. На своїх національних та міжнародних змаганнях протягом багатьох років Мішель Кван отримала загалом 57 найвищих оцінок 6.0. Тільки в чемпіонаті США їй належить рекорд по найбільшій кількості цих оцінок. Позаяк фігурне катання більше не оцінюється за цією системою, рекорди Мішель Кван залишаться неперевершеними.

### Перші змагання
У 1991 році Мішель та її сестра Карен почали тренуватися з Френком Керроллом. Через рік навчання у Керролла 11-річна Мішель стала дев'ятою на юніорському чемпіонаті США. У 12 років (у 1992 році), попри несхвалення свого тренера, Кван пройшла золоте випробування для переходу на дорослий рівень фігурного катання. 1993 року, на своєму першому дорослому чемпіонаті США, Мішель Кван фінішувала шостою. У наступному сезоні вона виграла чемпіонат світу серед юніорів.
На чемпіонаті США 1994 Мішель Кван стала другою після Тоні Гардінг, що мало забезпечити їй місце в американській збірній, яка вирушала на Олімпійські ігри в норвезькому Ліллехаммері. Однак місце дісталося чемпіонці США 1993 року Ненсі Керріган, яка постраждала в нападі після тренування на тому чемпіонаті, організованому Джефом Гіллоулі, колишнім чоловіком Гардінг. 13-річна Мішель поїхала в Норвегію як запасна, але так і не виступила. Керріган і Гардінг вибули з конкуренції перед чемпіонатом світу 1994 року. Через те, що її партнерка по команді Ніколь Бобек також не пройшла кваліфікаційний раунд, Мішель Кван належало самотужки забезпечити два місця для США на чемпіонаті світу 1995 року, зайнявши місце в першій десятці. Вона зробила незвичайну помилку в короткій програмі та стала 11-ю на цьому етапі, але знайшла в собі сили стати восьмою в кінцевому підсумку.
На чемпіонаті США 1995 року золоту медаль виграла Ніколь Бобек, в той час, як Мішель Кван знову посіла друге місце після невдалих лутців в короткій і довільній програмах. На чемпіонаті світу того ж року, після чистого виступу в короткій програмі, вона стала п'ятою. Кван вдало виконала 7 потрійних стрибків у своїй довільній програмі і стала третьою в цьому виді програми. У підсумку вона посіла четверте місце.

### Художній розвиток і Олімпіада 1998
Протягом 1995 року Кван виробила зріліший стиль. Її новими, більш художньо виразними програмами були «Romanza» (коротка) та «Salome» (довільна). Вона також поліпшила свою швидкість і техніку стрибків і виконувала складнішу хореографію. У 1996-му вона виграла національну першість і чемпіонат світу. В останньому випадку вона обійшла чемпіонку Чень Лу в дуже тісній конкуренції, в якій обидві спортсменки здобули дві найвищі 6.0 за артистизм у довільній програмі.
У сезоні 1996-1997 Мішель Кван каталася під «Dream of Desdemona» (коротка) і «Taj Mahal» (довільна). Саме в цьому році вона вперше показала спіраль зі зміною ребра ковзання, яка досі вважається її фірмовим елементом. Однак у тому сезоні Кван не справлялася зі своїми стрибками через різкий ривок у ррості і проблеми з черевиками, які була зобов'язана носити через спонсорський контракт із виробником. Вона двічі впала і один раз спіткнулася в довільній програмі на чемпіонаті США 1997 року, поступившись титулом Тарі Ліпінські. Місяцем пізніше вона також поступилася Ліпінські й у фіналі Гран-прі. На чемпіонаті світу Кван зробила помилку у виконанні потрійного лутца та зайняла 4-е місце в короткій програмі слідом за Ліпінські, француженкою Ванессою Гусмеролі і росіянкою Марією Бутирською. У довільній вона виконала 6 бездоганних потрійних стрибків і виграла цю частину змагань, але в сумі стала другою слідом за Ліпінські.
Мішель Кван почала олімпійський сезон 1997-1998 перемогою на етапі серії Гран-прі «Skate America» (де випередила Тару Ліпінські) і потім на іншому етапі «Skate Canada». Однак вона отримала стресовий перелом ноги і була змушена відмовитися від третього етапу серії і від фіналу Гран-прі. Попри травму стопи, Кван відібрала у Ліпінські титул на чемпіонаті США 1998 року. Багато хто вважає її коротку програму на музику Рахманінова і довільну на «Lyra Angelica» Вільяма Олвіна, виконану на тому чемпіонаті, піком в її кар'єрі як з технічної, так і художньої точок зору. Виступ приніс їй вісім оцінок 6.0 і залишив одну з суперниць у сльозах.
Кван і Ліпінські обидві були фаворитками на перемогу в зимових Олімпійських іграх в Нагано. Мішель посіла перше місце в короткій програмі, отримавши 8 найвищих оцінок від дев'яти суддів. У довільній програмі вона зробила 7 потрійних стрибків, але виявилася позаду Ліпінські, яка теж зробила сім потрійних, включаючи каскади «потрійний ріттбергер — потрійний ріттбергер» і «потрійний тулуп — ойлер — потрійний сальхов». В результаті Мішель Кван отримала срібну медаль, золото дісталося Ліпінські, а бронза — Чень Лу.
Полеміка розгорілася, коли MSNBC використовували заголовок «Американське побиття Кван», повідомляючи про результати змагань в Нагано. На думку Джоан Лі, асоціативної професора і директора журналістики в Queens College в Нью-Йорку, заголовок має на увазі, що Кван - НЕ американка. Згодом MSNBC опублікували вибачення.
Липінські та Чень завершили свої аматорські кар'єри незабаром після Олімпіади, в той час як Кван вирушила перемагати на чемпіонат світу в Міннеаполіс.

### Між Олімпіадами

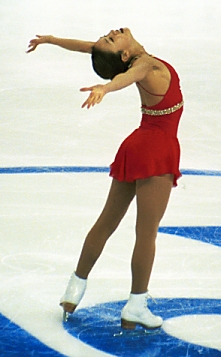
Мішель Кван виконує свою довільну програму у фіналі Гран-прі сезону 2001-2002

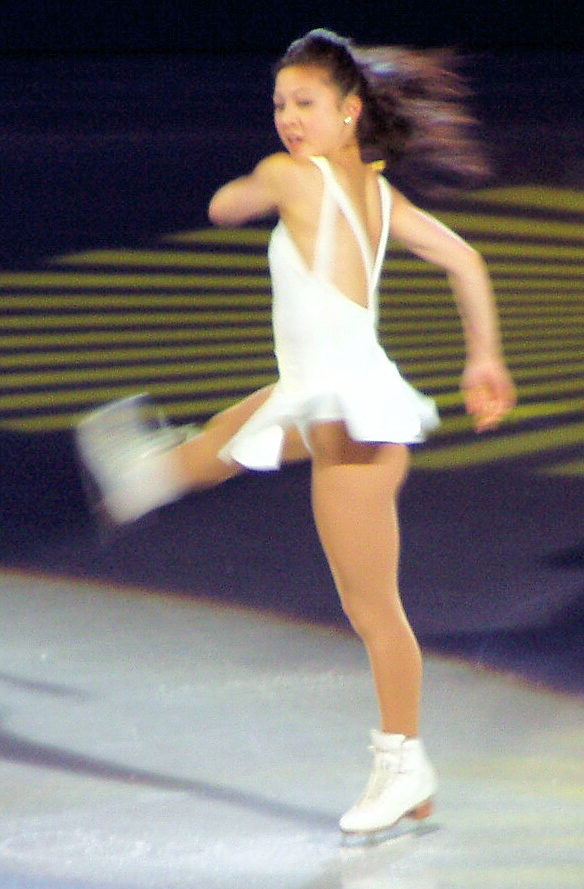
Мішель Кван на чемпіонаті світу 2004 року в Дортмунді, Німеччина

У сезоні 1998-1999 Мішель Кван продовжила виступати в аматорському спорті, хоча і пропустила осінню серію Гран-прі, вирішивши взяти участь в заходах для телебачення. Її «стандартними» програмами для змагань в тому сезоні були «Fate of Carmen» (коротка) і «Lamento D'Ariane» (довільна). Кван виграла свій третій національний титул на чемпіонаті США 1999 року, змагаючись зі слабкими суперницями. На чемпіонаті світу того ж року вона виступила не кращим чином і посіла друге місце слідом за Марією Бутирською.
Перемога Мішель Кван на чемпіонаті США 2000 року була дещо спірною. Її критикували за планування легших, ніж у конкуренток, стрибків у короткій програмі (потрійний тулуп, а не потрійний фліп), і тоді вона впала при виконанні цього елементу на змаганні. Судді все ж розмістили її третьою в цьому розряді програми слідом за молодшими Сашею Коен та Сарою Г'юз. Однак таке місце все ще залишало їй шанс на отримання титулу. У підсумку вона виграла довільну програму, виступивши краще за всіх того вечора і отримавши 8 з 9 найвищих оцінок. На чемпіонаті світу 2000 Кван знову посіла третє місце в короткій програмі слідом за Марією Бутирською і Іриною Слуцькою. У своїй довільній програмі вона виконала сім потрійних і виграла цей етап змагань. Бутирська втратила свою перевагу і виявилася лише третьою, слідом за Слуцькою, дозволивши Кван завоювати титул.
У 2001 році Мішель Кван знову виграла чемпіонат США, отримавши найвищі оцінки від всіх суддів в обох програмах. На чемпіонаті світу вона була другою в короткій програмі слідом за Слуцькою. Кван завоювала титул зі своєю довільною програмою під музику «Song of the Black Swan», виконавши 7 потрійних, включаючи каскад «потрійний тулуп — потрійний тулуп».
Восени 2001 року Кван і Керролл вирішили припинити тренерські відносини. В інтерв'ю Кван сказала, що їй необхідно «взяти на себе відповідальність» за своє катання. Залишившись без тренера, вона прибула на чемпіонат США 2002 року, її почали діставати засоби ЗМІ її розставанням з Керроллом і сезонною незібраністю. Кван виграла змагання з відновленою короткою програмою під музику Рахманінова і новою довільною «Scheherazade», забезпечивши собі місце в олімпійській збірній. До неї також приєдналися Саша Коен (друга) і Сара Г'юз (третя). 21-річна Мішель Кван і росіянка Ірина Слуцька були фаворитками Олімпіади і претендували на золото. Кван лідирувала після короткої програми, переслідувана Слуцькою, Коен і  Г'юз. У довільній вона приземлилася на дві ноги і впала на потрійному фліпі, тоді як Сара  Г'юз виступила без жодної помилки. Це залишило Кван з бронзовою медаллю позаду Г'юз і Слуцької. Останнім змаганням в сезоні був чемпіонат світу 2002, де вона виграла срібну медаль слідом за Слуцькою.

### Наступні змагання
Сезон 2002 Мішель Кван продовжила виступати в олімпійському циклі, хоча і обмеженішому. У проміжок з 2002 по 2004 роки вона змагалася тільки в одному етапі Гран-прі — «Skate America» восени 2002, в який вона потрапила в останній момент. Вона виграла його і пройшла кваліфікацію у фінал, але вирішила не брати там участь. Кван також вирішила пропустити серію Гран-прі в 2003 і 2004 роках, на яких стала використовуватися нова суддівська система.
Тренована Скоттом Вілсоном, Кван виграла всі етапи кожного змагання, на яких брала участь в сезоні 2002-2003, зі своїми програмами: короткої під музику «The Feeling Begins» Пітер Гебріеля з кінофільму «Остання спокуса Христа» і довільної під «Аранхуесський концерт». Вона знову виграла чемпіонат США і захистила свій титул чемпіонки світу.
У 2003 році вона найняла тренером відомого фахівця Рафаеля Арутюняна, з яким спробувала збільшити технічну складність своїх програм. У сезоні 2003-2004 вона знову виконувала коротку програму під «The Feeling Begins» і довільну під музику з опери Джакомо Пуччіні «Тоска».
Мішель Кван знову виграла чемпіонат США (де все ще використовувалася стара шестибальна система), отримавши сім оцінок 6.0 за артистизм у довільній програмі. На чемпіонаті світу 2004 року, після складного кваліфікаційного раунду, Кван була оштрафована в короткій програмі за перевищення ліміту часу на 2 секунди. Це послужило причиною її 4-го місця слідом за американкою Сашею Коен і японками Аракава Сідзука та Андо Мікі.  Потім, як тільки вона приготувалася почати довільну, відбулося порушення, викликане виходом на лід глядача, який згодом був видалений охороною. Нарешті Кван вийшла на ковзанку в натхненні, але консервативно, виконавши 5 потрійних і отримавши останні 6.0 на чемпіонаті світу. Вона стала другою на цьому етапі (їй не вистачило одного судді до перемоги в довільній) і зайняла в підсумку третє місце слідом за Аракава (вона виконала 7 потрійних, включаючи 2 каскаду) і Коен.
У сезоні 2004-2005 довільна програма Мішель Кван під музику «Болеро» була поставлена британським танцюристом на льоду Крістофером Діном, який за 20 років до того чудово катався зі своєю партнеркою Джейн Торвілл. Коротка програма була під музику «Адажіо» з балету «Спартак» Арама Хачатуряна. На чемпіонаті США вона завоювала дев'ятий титул, досягнувши рекорду, що належить Мерібел Вінсон-Оуен. Цікаво, що Вінсон-Оуен раніше була тренеркою Френка Керролла, колишнього тренера Кван. На чемпіонаті світу 2005 Мішель Кван ледве здолала кваліфікаційний раунд і посіла третє місце в короткій програмі. У довільній програмі вона впала на потрійному сальховом і приземлилася на дві ноги на потрійному лутці. Хоча вона була третьою в обох програмах, в загальному заліку вона стала четвертою, не дотягнувши 0,37 бала до третього місця. Вперше з 1995 року Мішель Кван не потрапила на подіум чемпіонатів світу і також вперше виявилася нижче третього місця на міжнародних змаганнях.

### Олімпіада 2006
Кван розцінювала чемпіонат світу 2005 року як корисний досвід в новій суддівській системі. Вона продовжувала тренуватися і заявляла, що спробує пройти відбір на Олімпійські ігри в Турині. Однак після травми стегна вона була змушена відмовитися від трьох змагань, запланованих на осінь. Кван відкатала свою нову програму під музику «Totentanz» на телевізійному заході в грудні 2005 року, але це виконання було значно нижче її звичайних стандартів. 4 січня 2006 Мішель Кван відмовилася від участі в чемпіонаті США через травму черевної порожнини, отриману в грудні. Тижнем пізніше вона подала клопотання до Федерації фігурного катання США проти медичної відмови про потрапляння в олімпійську збірну з фігурного катання. 14 січня 2006 року після виступу жінок на чемпіонаті США міжнародний комітет Федерації зібрався і 20 голосами проти 3-х схвалив петицію Кван з умовою, що вона покаже свою фізичну і змагальну готовність на контрольному засіданні з п'ятьох представників 27 січня.
Мішель Кван виконала свої коротку і довільну програми на засіданні в призначений день, і її участь в олімпійській збірній було підтверджено. Однак 12 лютого Олімпійський Комітет США оголосив, що Мішель Кван відсторонюється від участі в Іграх після отримання нової травми паху на її першому тренуванні в Турині. Кван прокоментувала, що вона «надто поважає Олімпіаду, щоб змагатися». Організаційний комітет Турина схвалив прохання Олімпійського комітету США про заміну Мішель Кван на Емілі Г'юз, яка була третьою на чемпіонаті США.
Після її виключення з Олімпійської збірної Кван відкинула пропозицію залишитися в Турині в якості коментаторки з фігурного катання для NBC Sports. В ході інтерв'ю з Бобом Костасом і Скоттом Гамільтоном Мішель Кван сказала, що поки не збирається йти зі спорту.

### Травма і рух вперед

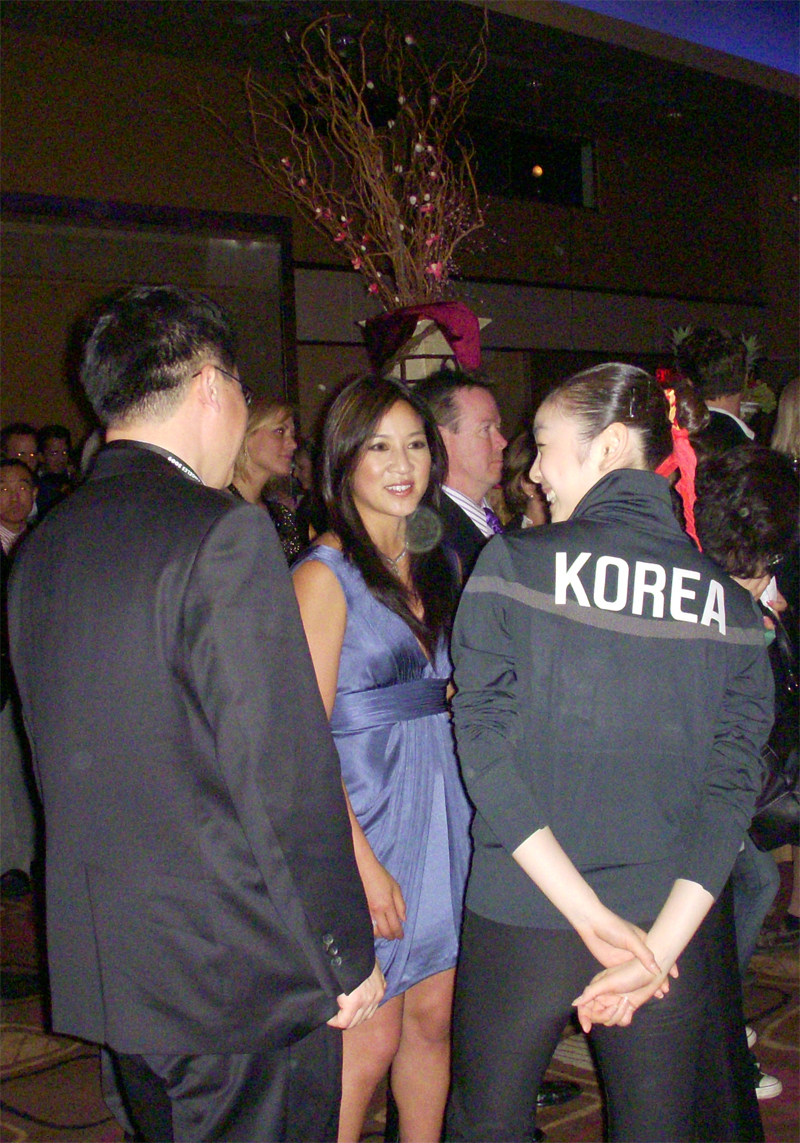
Мішель Кван і Кім Ен А на прийомі в Залі Слави світового фігурного катання в 2009 році

У серпні 2006 Мішель Кван перенесла курс артроскопічної хірургії для відновлення розриву кульшової губи в її правому стегні — старої травми, яку вона отримала в 2002 році. За словами Кван, ця операція дозволила їй безболісно кататися вперше за чотири роки.
У сезоні 2006-2007 Мішель Кван не брала участі в змаганнях.
У жовтні 2007 року Кван сказала Associated Press, що в 2009 вирішить, чи братиме участь у зимових Олімпійських іграх у Ванкувері. Але в підсумку вона вирішила не робити цього, зосередившись на своїй освіті. Однак у серпні 2009 року Кван приєдналася до Кім Ен А (чемпіонки світу 2009) на шоу Ice All Stars в Сеулі, столиці Південної Кореї. Вона планує в майбутньому продовжувати виступати в таких шоу і коментувати фігурне катання. Мішель Кван сказала: «Представлення Сполучених Штатів в якості американської Амбасадорки громадської дипломатії за минулі три роки було дуже почесним, і я хочу робити це і далі». Після закінчення Університету Денвера в 2009 році вона додала: «Моє майбутнє навчання приведе мене ще ближче до цієї мети. І я не можу дочекатися його продовження».
В інтерв'ю ABC News 17 лютого 2010 року вона сказала, що продовжить своє навчання в Fletcher School of Law and Diplomacy Університету Тафта. Вона буде прагнути до ступеня магістра, сконцентрувавшись на зовнішній політиці США і Далекого Сходу і продовжуючи виконувати свої обов'язки Амбасадорки громадської дипломатії. Вона також сказала, що коментуватиме зимові Олімпійські ігри у Ванкувері для каналу Good Morning America.
23-25 липня 2010 Мішель Кван так само, як Саша Коен і Стефан Ламб'єль приєдналася до Кім Ен А на іншому шоу «All That Skate Summer», що проходить у корейському Кояні.

## Нагороди та заохочення
Кван є володаркою престижної нагороди «James E. Sullivan Award» (2001), яка вручається кращим американським атлетам-любителям. Вона була першою фігуристкою, яка отримала її, з часів Діка Баттона, нагородженого в 1949 році. У 2003 Національний Олімпійський комітет США назвав Мішель Кван «Спортсменкою року», і вона стала п'ятою фігуристкою в історії, яка була удостоєна такої честі. Олімпійський комітет також 14 разів називав її «Атлетом місяця» — більше, ніж будь-якого іншого спортсмена, чоловіка або жінку, і безліч разів «фігуристкою року». Вона нагороджувалася «Citizenship Through Sports Alliance Award» (2004), що вручається тим же комітетом.
Кван є однією з двох багаторазових володарів нагороди «Readers 'Choice Figure Skater of the Year» (1994, 1996, 1998, 1999, 2001-2003), що вручається журналом Skating. 2003 року Асоціація фігурного катання США, яка видає цей журнал, оголосила, що нагорода буде перейменована в «Michelle Kwan Trophy». Ця Асоціація заявила, що, хоча Кван ще може продовжувати змагатися, вона більше не має права на цю нагороду. Вона також 7 разів з'являлася в списку «25 найвпливовіших імен у фігурному катанні» (англ. 25 Most Influential Names in Figure Skating List) журналу International Figure Skating Magazine і була названа найвпливовішою фігуристкою в сезоні 2002-2003.
У 1999 році вона здобула нагороду «Historymakers Award» від Лос-Анджелеського китайсько-американського музею (англ. Los Angeles Chinese American Museum).
У січні 2009 року вона була призначена членкинею Президентської Ради з фізичної культури і спорту (англ. President’s Council on Physical Fitness and Sports) при Джорджі Буші. 3 травня 2009 року Лос-Анджелеське китайське історичне товариство Південної Каліфорнії (англ. Los Angeles Chinese Historical Society of Southern California) вшанувало Мішель Кван званням «Прославлений китайський американець в спорті» (англ. «Celebrating Chinese Americans in Sports»).

## Особисте життя
З 19 січня 2013 Мішель одружена з директором стратегічного планування Клей Пелл (нар. в 1981 р.), з яким зустрічалася 20 місяців до весілля.

## Програми

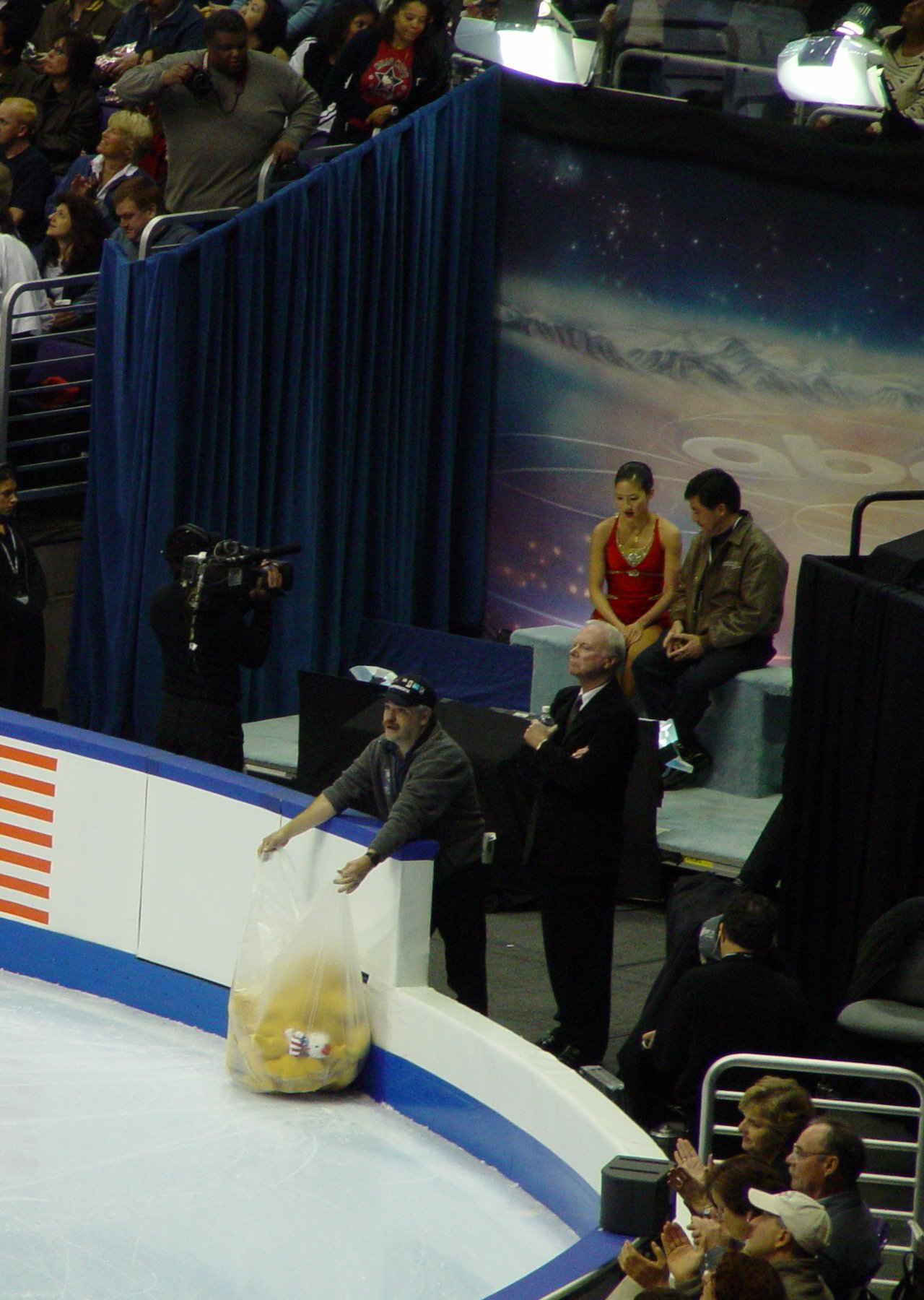
Кван сидить у зоні «сліз і поцілунків» на чемпіонаті США 2002 року. Поруч з нею її батько, який був її тренером на тому змаганні

| Сезон     | Коротка програма | Довільна програма | Показові |
| --------- | --- | --- | --- |
| 2005—2006 | Totentanz Ференц Ліст аранжування Максим Мрвіца | Прелюдія в до-діез мінор Ор. 18 Сергій Рахманінов                                                                                                   | A Song for You Наталі Коул                                                                                       |
| 2004—2005 | Адажио из балету «Спартак (балет)» Арам Хачатурян | Болеро Моріс Равель хореограф Крістофер Дін | You Raise Me Up Джош Ґробан This Used To Be My Playground Мадонна                                                |
| 2003—2004 | The Feeling Begins из фильма «Остання спокуса Христа» Пітер Гебріел                                                                                     | Тоска Джакомо Пуччіні | Fallin' Аліша Кіз                                                                                                |
| 2002—2003 | The Feeling Begins из фильма «Остання спокуса Христа» Пітер Гебріел                                                                                     | Арранхуенський концерт Хоакін Відре Родріго у виконанні Ікуко Кавай                                                                                 | Fields of Gold Єва Кессіді                                                                                       |
| 2001—2002 | East of Eden Ли Холдридж Концерт для фортепіано № 3 и Елегійне тріо № 2 Сергій Рахманінов (хореограф С. Канавара)                                       | Шехеразада (Римський-Корсаков) Римський-Корсаков Микола Андрійович у виконанні Нью-Йоркського філармонічного оркестру (хореограф С. Канавара)       | Fields of Gold Єва Кессіді (хореограф С. Канавара)                                                               |
| 2000—2001 | East of Eden Лі Холдрідж Rush Ерік Клептон | Song of the Black Swan Ейтор Вілла-Лобос и Dumky Trio Антонін Леопольд Дворжак The Miraculous Mandarin Бела Барток                                  | Beautiful World Sumi Jo This Time Around Лінда Едер                                                              |
| 1999—2000 | A Day in the Life Джон Леннон і Пол Маккартні у виконанні Джефф Бек (хореограф Лорі Ніколь)                                                             | The Red Violin John Corigliano у виконанні Джошуа Белл (хореограф Лорі Ніколь)                                                                      | The World Is Not Enough Garbage Hands із Joy: A Holiday Collection Jewel (хореограф Лорі Ніколь)                 |
| 1998—1999 | [[Кармен-сюїта}]] Щедрін Родіон Костянтинович, Carmen Fantasie Franz Waxman і саундтрек із фільму «Кармен» (1983) Пако де Лусія (хореограф Лорі Ніколь) | Ариадна Оркестровая сюїта № 3 Оркестровая сюїта № 6 Жуль Массне Improvviso in Re Minore Ніно Рота, у виконанні Ґідон Кремер (хореограф Лорі Ніколь) | Kissing You Des'ree                                                                                              |
| 1997—1998 | Концерт для фортепіано № 3 і Елегійне тріо № 2 Сергій Рахманінов (хореограф Лорі Ніколь)                                                                | Lyra Angelica Вильям Олвин Gymnopedie #3 Ерік Саті (хореограф Лорі Ніколь)                                                                          | On My Own із мюзиклу «Знедолені» у виконанні Кахо Сімада Dante’s Prayer Лоріна МакКенніт (хореограф Лорі Ніколь) |
| 1996—1997 | Оркестровая сюїта № 3 Жуль Массне і музика з балету «Червоний мак» Глієр Рейнгольд Моріцевич (хореограф Лорі Ніколь)                                    | Гюлістан — Баяті ширазі Фікрет Аміров и Lion of the Desert із фільму «Лоуренс Аравійський» Моріс Жарр (хореограф Лорі Ніколь)                       | Winter Торі Еймос (хореограф Лорі Ніколь)                                                                        |
| 1995—1996 | Romanza Сальвадор Бакарисс Fiesta Flamenca Монти Келли                                                                                                  | Саломея Миклош Рожа Танець семи покривал Ріхард Штраус                                                                                              | East of Eden Лі Холдрідж Just Around the Riverbend із мультфільму «Покахонтас» Джуди Кун                         |
| 1994—1995 | Yellow River Piano Concerto Xian Xinghai у виконанні Yin Chengzong і Chu Wanghua                                                                        | Рондо капріччіозо Каміль Сен-Санс | Fantasia on Greensleeves Ральф Воан-ВільямсEast of Eden Ли Холдридж                                              |
| 1993—1994 | Арія індійського гостя із опери «Садко» Римський-Корсаков Микола Андрійович                                                                             | East of Eden Лі Холдрідж | |

## Спортивні досягнення
| Змагання                        | 1991-92 | 1992-93 | 1993-94 | 1994-95 | 1995-96 | 1996-97 | 1997-98 | 1998-99 | 1999-00 | 2000-01 | 2001-02 | 2002-03 | 2003-04 | 2004-05 | 2005-06 |
| ------------------------------- | ------- | ------- | ------- | ------- | ------- | ------- | ------- | ------- | ------- | ------- | ------- | ------- | ------- | ------- | ------- |
| Зимові Олімпійські ігри         |         |         |         |         |         |         | 2       |         |         |         | 3       |         |         |         | WD      |
| Чемпіонати світу                |         |         | 8       | 4       | 1       | 2       | 1       | 2       | 1       | 1       | 2       | 1       | 3       | 4       |         |
| Чемпіонат світу серед юніоров   |         |         | 1       |         |         |         |         |         |         |         |         |         |         |         |         |
| Чемпіонати США                  | 9 J.    | 6       | 2       | 2       | 1       | 2       | 1       | 1       | 1       | 1       | 1       | 1       | 1       | 1       |         |
| Фінали Гран-прі                 |         |         |         |         |         | 1       | 2       |         | 2       | 2       | 2       |         |         |         |         |
| Етапи Гран-прі: Skate America   |         |         | 7       | 2       | 1       | 1       | 1       |         | 1       | 1       | 1       | 1       |         |         |         |
| Етапи Гран-прі: Skate Canada    |         |         |         |         | 1       |         | 1       |         | 1       | 2       | 3       |         |         |         |         |
| Етапи Гран-прі: Nations Cup     |         |         |         |         | 1       |         |         |         |         |         |         |         |         |         |         |
| Етапи Гран-прі: Trophée Lalique |         |         |         | 3       |         | 1       |         |         |         |         |         |         |         |         |         |
| Ігри доброї волі                |         |         | 2       |         |         |         | 1       |         |         |         | 2       |         |         |         |         |
| Gardena Spring Trophy           |         | 1 J.    |         |         |         |         |         |         |         |         |         |         |         |         |         |

- J. = юніорський рівень
- WD = знялась зі змагань